# مو یان
گوان موئه (به چینی ساده‌شده 管谟业؛ به چینی سنتی 管謨業؛ به پین‌یین Guǎn Móyè)، با نام مستعار مو یان (به چینی: 莫言)، نویسندهٔ معاصر چینی است که در سال ۲۰۱۲ به خاطر «رئالیسم خیره‌کننده‌ای که قصه‌های مردمی و تاریخ را با زمان حال پیوند می‌دهد» برندهٔ جایزهٔ نوبل ادبیات شد. مو یان، نام مستعار اوست که معنی «حرف نزن» می‌دهد. نام حقیقی او گوان موئه است. در خارج از مرزهای چین بیشتر به عنوان نویسندهٔ رمانی شهرت دارد که فیلم «ذرت سرخ» از روی آن ساخته شد. آثار مو یان به بیش از ده زبان، از جمله انگلیسی، فرانسوی، آلمانی و نروژی ترجمه شده‌اند.

## زندگی‌نامه
مو یان در سال ۱۹۵۵ در شمال‌شرق شهرستان گائومی واقع در استان شاندونگ چین در یک خانواده کشاورز به دنیا آمد. او در زمان انقلاب فرهنگی چین مدرسه را ترک کرد و در یک کارخانه تولید محصولات نفتی مشغول به کار شد. پس از انقلاب فرهنگی به ارتش آزادی‌بخش خلق پیوست و نوشتن را در سال ۱۹۸۱ و در حالی‌که هنوز سرباز بود آغاز کرد. سه سال بعد به عنوان مدرس در گروه ادبیات آکادمی فرهنگِ ارتش آزادی‌بخش مشغول به کار شد. وی در سال ۱۹۹۱ موفق به اخذ درجه کارشناسی‌ارشد از دانشگاه نرمال پکن شد.

## سبک نویسندگی
مو یان در نوشته‌هایش از تجارب جوانی‌اش و زندگی در زادگاهش الهام می‌گیرد؛ تجاربی از فقر، گرسنگی و سختگیری‌های یک پدر خشن. پیتر انگلاند، رئیس آکادمی نوبل دربارهٔ مو یان می‌گوید، آثار او از پیشینه روستایی اش و افسانه‌های محلی که در کودکی برایش روایت شده می‌آیند. او دربارهٔ کشاورزی می‌نویسد، دربارهٔ زندگی در مناطق روستایی، دربارهٔ مردمی که برای زنده ماندن تلاش می‌کنند، برای حفظ شان خود تلاش می‌کنند و گاهی هم برنده می‌شوند، البته بیشتر مواقع بازنده‌اند.

## آثار

### رمان
- باران در شبی بهاری
- ذرت سرخ (۱۹۸۷، ترجمه انگلیسی ۱۹۹۳)
- ترانه‌های گیاه سیر (۱۹۸۸، ترجمه انگلیسی ۱۹۹۵)
- جمهوری شراب (۱۹۹۲، ترجمه انگلیسی ۲۰۰۰)
- پستان‌های بزرگ و باسن‌های گنده (۱۹۹۶، ترجمه انگلیسی ۲۰۰۵)
- مرگ صندل (۲۰۰۴)
- مرگ و زندگی در انتظار من (۲۰۰۶، ترجمه انگلیسی ۲۰۰۸)
- قورباغه (۲۰۰۹)
- تغییر (۲۰۱۰)
- گوساله و دوندهٔ دوی استقامت (۲۰۱۲)
- [۷]

### داستان کوتاه
- انفجار و چند داستان دیگر
- شیفو: برای خنده‌ای هر کاری خواهی کرد (۱۹۹۹، نسخه انگلیسی ۲۰۰۲)

## جوایز و افتخارات

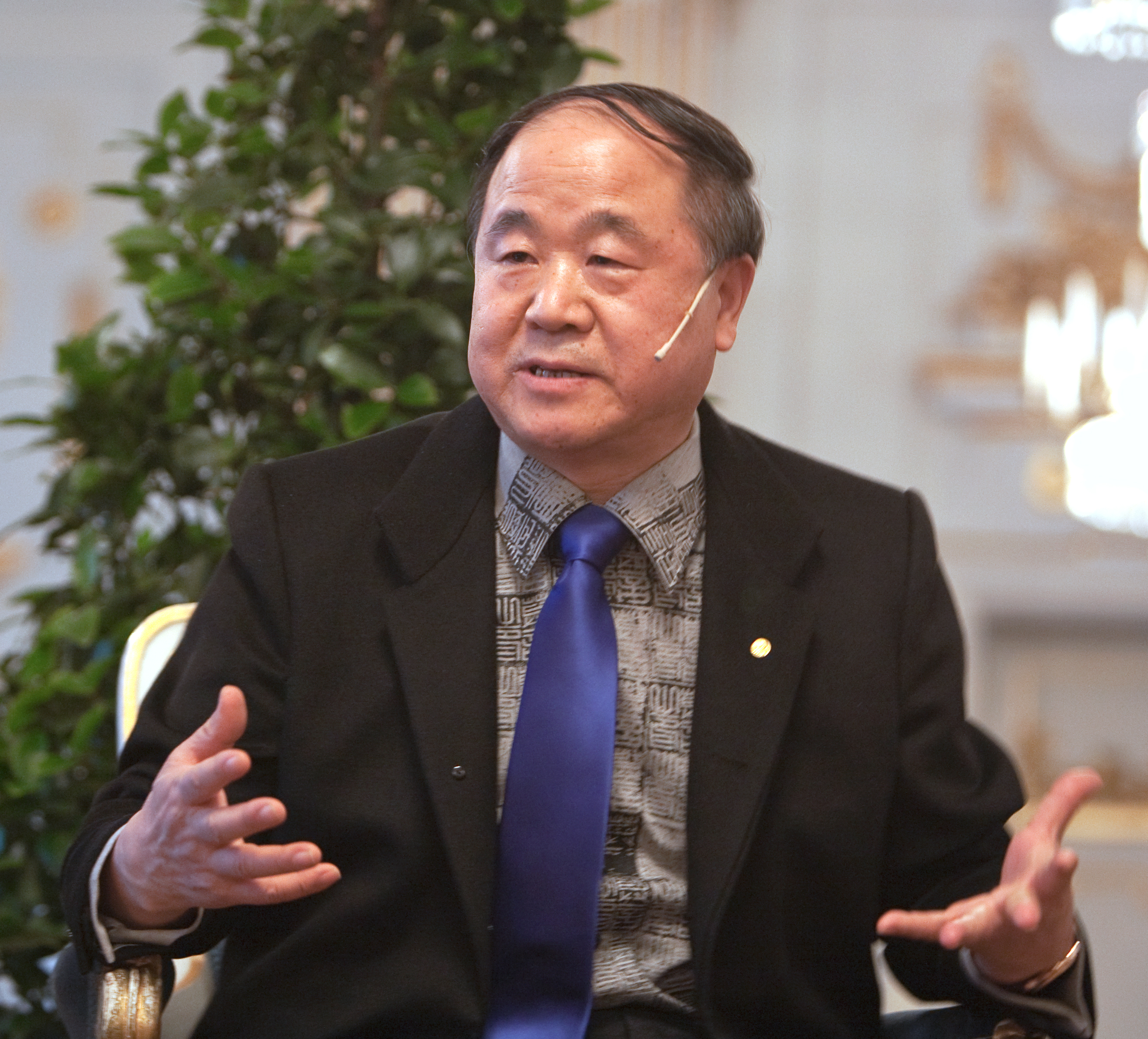
مو یان در استکهلم، ۲۰۱۲

- ۱۹۹۸ نامزد جایزه بین‌المللی نیوستاد برای ادبیات
- ۲۰۰۵ جایزه کریاما
- ۲۰۰۶ جایزه فرهنگ آسیایی فوکوکا
- ۲۰۰۷ نامزد جایزه ادبی آسیا
- ۲۰۰۹ برنده جایزه نیومن برای ادبیات چینی[۸]
- ۲۰۱۰ عضو افتخاری انجمن زبان مدرن
- ۲۰۱۱ برنده جایزه ادبی مائودان
- ۲۰۱۲ جایزه نوبل ادبی

### جایزه نوبل ادبیات
در یازدهم اکتبر ۲۰۱۲ آکادمی سوئد اعلام کرد که جایزه نوبل ادبیات به خاطر واقع‌گرایی وهم‌آلود آمیخته با داستان‌های عامیانه و تاریخی در آثار مویان به این نویسنده چینی تعلق می‌گیرد. او که در زمان اعلام این خبر ۵۷ ساله بود یکصد و نهمین برنده جایزه ادبی نوبل و نخستین چینی مقیم کشور چین بود که موفق به گرفتن این جایزه معتبر ادبی شد. پیش تر از این گائو شینگجیان چینی‌تبار در سال ۲۰۰۰ برنده جایزه نوبل ادبی شده بود، ولی ملیتی فرانسوی داشت.
پیتر انگلاند رئیس آکادمی سوئد گفت مو یان در زمان اعلام خبر در خانه با پدرش بوده و از شنیدن خبر خوشحال و وحشت زده شده‌است. انگلاند هم‌چنین اضافه کرد مو یان در نوشتن صاحب سبک است به گونه‌ای که با خواندن نیمی از یک صفحه از آثار مو یان می‌توان پی برد که نوشته از آنِ اوست.
این خبر را چینی‌ها با غرور ملی بسیار بر روی شبکه اینترنت منعکس کردند، رسانه‌های دولتی چین نیز به‌طور گسترده به انعکاس این خبر پرداختند. این در حالی است که در سال ۲۰۱۰ هنگامی که جایزه صلح نوبل به لیو شیائوبو نویسنده، فعال حقوق بشر و زندانی سیاسی چینی تعلق گرفت، رسانه‌های دولتی واکنشی نشان ندادند.

## اقتباس از آثار
از آثار مو یان برای فیلم سینمایی چندین اقتباس صورت گرفته‌است:
- ۱۹۸۷ ذرت سرخ به کارگردانی ژانگ ییمو[۱۲]
- ۲۰۰۰ اوقات شادمانی به کارگردانی ژانگ ییمو[۱۳]
- ۲۰۰۳ نوآن به کارگردانی هو جیانکی[۱۴]

## ترجمه به فارسی
هیچ‌یک از آثار مو یان تا زمان دریافت جایزه نوبل، به فارسی ترجمه نشده‌بود. او حتی بیشتر از ژان ماری گوستاو لوکلزیو، نویسنده برنده نوبل از فرانسه در ایران مهجور بود.
آثار ترجمه شده به فارسی
- ذرت سرخ
- طاقت زندگی ومرگ نیست
- دست از این مسخره بازی بردار

## انتقادات
نویسنده چینی ما جیان از عدم همبستگی و تعهد مو یان در قبال دیگر نویسندگان و روشنفکران چینی که علی‌رغم آزادی بیان تصریح شده در قانون اساسی چین بازداشت و مجازات شده‌اند، اظهار تاسف کرده‌است. هم‌چنین آی ویوی هنرمند دگراندیش چینی گفته که او با جایزه دادن به یک نویسنده دولتی مخالف است.
در پی این انتقادات آکادمی نوبل سوئد واکنش نشان داد. منشی آکادمی سوئد، «پتر انگلوند» در ایمیلی به همان روزنامه نوشت، «هیچ وقت دیده نشده که مو یان سانسور در چین را تحسین کرده باشد. خود او گرفتار سانسور است. یان نویسنده‌ای است که تصمیم گرفته در خود چین تأثیرگذار باشد. بر این اساس طبیعی است. دامنه تأثیرگذاری او محدود باشد… کنزابورو اوئه نویسندهٔ ژاپنی و برنده جایزه ادبیات نوبل سال ۱۹۹۴ ما را متوجه مو یان کرده‌است و از این انتخاب آکادمی به هیچ وجه خشمگین نیست. از این بابت می‌توانید مطمئن باشید.»